# Lucien Woog
 Lucien Woog, né à Saint-Gilles-lez-Bruxelles le 12 juin 1867 et mort à Trouville-sur-Mer le 14 juin 1937, est un architecte français.

## Biographie
Lucien Woog naît français en Belgique, de parents français. Entre décembre 1881 et juillet 1886, il étudie à l'École nationale supérieure des arts décoratifs de Paris où il est élève de Charles Genuys. En août 1886, il est admis à l'École nationale supérieure des beaux-arts de Paris où il étudie l’architecture dans l'atelier d'Émile Vaudremer jusqu’en novembre 1889.
Il est admis au concours du prix de Rome en mars 1889. Attaché à la mission archéologique de l’Afrique du Nord, il travaille à la Direction des antiquités et des arts de Tunis entre 1890 et 1892. 
Il est nommé professeur à l'École nationale supérieure des arts décoratifs de Paris en 1898. Il y enseigne le dessin géométrique et de perspective aux jeunes filles jusqu’en 1915, puis le dessin d’architecture aux jeunes gens de 1915 à sa retraite en 1929.
Installé à Paris, sa carrière d’architecte se déroule entre 1897 et 1936. Il est membre de la Fondation Taylor en 1902, de la Société des artistes français en 1904, de la Société nationale des beaux-arts en 1920 et de la Société des architectes modernes en 1922.

## Œuvres
- Église Saint-Ignace de Cesson à Saint-Brieuc en 1895 : construction de l’édifice[4],[5].
- Établissement thermal de Vichy en 1900 : architecte adjoint pour la construction du grand établissement thermal de première classe[6],[7].
- Opéra de Vichy en 1901 : architecte adjoint pour la construction de l'opéra qui s'ajoute au casino existant[8],[9],[10],[11].
- Salle de spectacle La Cigale à Montmartre en 1905 : la salle et les dépendances sont agrandies et embellies, la façade est refaite[12].
- Source des Célestins à Vichy en 1908 : construction du pavillon[13],[14],[15].
- Théâtre municipal de Tunis en 1910 : transformation de l’édifice ; en récompense, il est fait commandeur de l’ordre du Nichan Iftikhar[16].
- Projet du théâtre municipal de Niort en 1914 : adopté le 5 juin par la municipalité, la déclaration de la Première Guerre mondiale le 3 novembre met un terme au projet qui ne verra jamais le jour[17],[18].
- Exposition internationale des arts décoratifs et industriels modernes à Paris en 1925 : construction du monument « Pergola de la Douce France »[19],[20],[Note 1], de la porte d'entrée « Université Constantine »[21] et du pavillon du vitrail[22],[Note 2].

## Décorations
- : Chevalier de la Légion d'honneur.
- : Officier de l’instruction publique.
- : Commandeur de l’ordre du Nichan Iftikhar.